# Manaha-Inseln
Die Manaha-Inseln sind drei winzige Inselchen der Seychellen im Farquhar-Atoll in den Outer Islands: North Manaha (Île du Manaha Nord), Middle Manaha (Île du Manaha Milieu), South Manaha (Île du Manaha Sud).

## Geographie
Die drei Motu liegen im Osten des Farquhar-Atolls zwischen South Farquhar (Île du Sud) und North Farquhar (Île du Nord).
- North Manaha (Île du Manaha Nord, ⊙) Abmessungen: 350 × 100 m, 3 ha.
- Middle Manaha (Île du Manaha Milieu, ⊙) Abmessungen: 450 × 210 km, 7,90 ha.
- South Manaha (Île du Manaha Sud, ⊙)  Abmessungen: 430 × 120 km, 4,20 ha.